# Csernátoni János
Csernátoni János (Tsernátoni W. János, Vajda János) (18. század) református lelkész, tanár.

## Élete
1749-1752 között a leideni egyetemen tanult. Hazatérve Nagyenyeden lett református lelkész és tanár. Az 1673-as radnóti zsinaton Dézsi Márton mellett a coccejánus teológiát és karteziánus tudományosságot képviselte a hagyományos szemléletet őrző Pósaházi János és Buzinkai Mihály, illetve az episzkopalista Dobos Mihály püspök ellenében.

## Művei
- A' szelidség az örök boldogság' örököseinek esmértető tzimere, mellyről ... tellyes életében ékeskedett ... Ketzeli Borbára ... testének koporsóba lett zárattatásának alkalmatosságával ... MDCCLVII-dik esztendöben ... beszélgetett Tsernátoni V. János. Kolozsvár. 1759.
- Szüntelen világoskodó lámpás. Nagy-Enyed, 1770. (Halotti beszéd Pál Ilona asszony, Borosnyai N. Zsigmond házastársa felett 1769. nov. 26.)
- Sepsi Zoltáni Czirjék Dienes úrnak alsó fejér vármegyei főispányságába való beiktatásakor mondott rövid öröm dall szept. 22. Uo. 1828.